# 小行星9078
小行星9078（英語：9078）是一颗围绕太阳公转的小行星。1994年8月9日，PCAS在帕洛马山发现了此天体。
这颗小行星的绝对星等为4.149534201767167等。